# Ronde van Xingtai
De Ronde van Xingtai is een voormalige meerdaagse wielerwedstrijd in China die tussen 2017 en 2019 werd georganiseerd. De wedstrijd maakte vanaf 2017 deel uit van de UCI Asia Tour met een classificatie van 2.2.

## Lijst van winnaars

### Overwinningen per land
| Overwinningen | Land                             |
| ------------- | -------------------------------- |
| 1             | Italië, Spanje, Verenigde Staten |

## Weblinks
- procyclingstats.com

2005 · 
2006 · 
2007 · 
2008 · 
2009 · 
2010 · 
2011 · 
2012 · 
2013 · 
2014 ·
2015 ·
2016 ·
2017 ·
2018 ·
2019 ·
2020 ·
2021 ·
2022 ·
2023 · 
2024 · 
2025
Belangrijkste wedstrijden

Ronde van Hainan · Japan Cup · Ronde van Sharjah · Ronde van het Taihu-meer · Ronde van Fuzhou · Ronde van Dubai · Ronde van Qatar · Ronde van Oman · Ronde van Langkawi · Ronde van Taiwan · Ronde van Iran · Ronde van Japan · Ronde van Korea · Ronde van het Qinghaimeer · Ronde van China I · Ronde van China II · Ronde van Almaty